# Gross Bielenhorn
Gross Bielenhorn är en bergstopp i Schweiz.   Den ligger i kantonen Uri, i den centrala delen av landet, 80 km sydost om huvudstaden Bern. Toppen på Gross Bielenhorn är 3 210 meter över havet, eller 57 meter över den omgivande terrängen. Bredden vid basen är 0,09 km.
Terrängen runt Gross Bielenhorn är huvudsakligen bergig. Trakten runt Gross Bielenhorn är nära nog obefolkad, med mindre än två invånare per kvadratkilometer.. Närmaste större samhälle är Airolo, 16,2 km sydost om Gross Bielenhorn. 
Trakten runt Gross Bielenhorn består i huvudsak av gräsmarker.